# Isabel Soares
Isabel Soares (24 maart 1983 in Avanca-Esterreja, Portugal) is een Portugees/Duitse zangeres. Ze woont ze in Hamburg.
Soares werd met het nummer Will My Heart Survive zesde in de Duitse voorrondes voor het Eurovisiesongfestival van 2002. Het nummer werd geproduceerd door Dieter Bohlen en er werd ook een danceversie van gemaakt. Haar tweede single Like Snow In June (Da Di Da Du) bereikte ook de top 50 in Duitsland.